# Wir sind dann wohl die Angehörigen
Wir sind dann wohl die Angehörigen (em inglês: We Are Next of Kin) é um filme alemão de 2022 dirigido por Hans-Christian Schmid, baseado no livro autobiográfico de mesmo nome de Johann Scheerer. A história é sobre o sequestro de Jan Philipp Reemts, mas do ponto de vista de seu filho Johann, então com 13 anos. Após sua estreia no Festival de Cinema de Hamburgo 2022, foi lançado nos cinemas alemães em 3 de novembro de 2022.

## Elenco
- Claude Heinrich: Johann Scheerer
- Adina Vetter: Ann Kathrin Scheerer
- Justus von Dohnányi: Johann Schwenn
- Hans Löw: Christian Schneider
- Yorck Dippe: Vera
- Enno Trebs: Nickel
- Fabian Hinrichs: Rainer Osthoff
- Philipp Hauß: Jan Philipp Reemtsma
- heresa Berlage: Claudia Brockmann
- Knud Riepen: Michael Herrmann
- Jan-Peter Kampwirth: Pastor Christian Arndt
- Uwe Zerwer: Professor Clausen
- Caspar Hoffman: Tobias
- Oskar Lampen: Kai
- Ivo Dahlmann: Daniel
- Tim Porath: Jürgen Jaitner

## Recepção
Daniel Kothenschulte elogiou o filme no Frankfurter Rundschau como "uma joia rara do cinema alemão". É um "drama psicológico de poder sedutor". Em sua crítica de cinema no Frankfurter Allgemeine Zeitung, Andreas Kilb reconheceu a capacidade de Schmid de ter uma postura clara e um instinto visual inabalável.
Martina Knoben escreveu no Süddeutsche Zeitung que o filme é “[realmente] […] completamente não sentimental”, “quase brutalmente sóbrio. O cinema de entretenimento gosta de encontrar o lado positivo nas tragédias, mas Hans-Christian Schmid nega qualquer significado aos perpetradores e ao crime." No Deutschlandfunk Kultur, Jörg Taszman classificou a produção como uma "peça de cinema forte com excelentes atores". O diretor consegue "manter o suspense, capturando a espera sem fim e cansativa de uma forma sutil".
Em sua crítica no Screen Daily, Tim Gierson disse que é "um drama lento (...) Schmid sutilmente ilustra como essa odisséia cansativa mudou para sempre uma família."